# 1984年ロサンゼルスオリンピックのエジプト選手団
1984年ロサンゼルスオリンピックのエジプト選手団（1984ねんロサンゼルスオリンピックのエジプトせんしゅだん）は、1984年7月28日から8月12日にかけてアメリカ合衆国のロサンゼルスで開催された1984年ロサンゼルスオリンピックのエジプト選手団、およびその競技結果。

## 概要
今大会は銀メダル1個、合計1個のメダルを獲得した。
エジプト勢がメダルを獲得したのは、1960年ローマオリンピック以来6大会ぶり。

## メダル
| メダル | 選手名               | 競技 | 種目         |
| ------ | -------------------- | ---- | ------------ |
| 銀     | モハメド・ラシュワン | 柔道 | 男子無差別級 |